# Гипертензивный церебральный криз
Гипертензивный церебральный криз — форма гипертонического криза, проявляющаяся преходящим нарушением мозгового кровообращения (ПНМК); внезапное и индивидуальное для каждого больного значительное повышение артериального давления, сопровождающееся появлением или усугублением имевшейся ранее церебральной симптоматики.
Более характерны для гипертонической болезни II и III стадии при тяжёлом и злокачественном течении, хотя лёгкие кризы встречаются и в I стадии гипертонической болезни.
У женщин регистрируются в шесть раз чаще.
В клинических проявлениях криза на первом плане всегда общемозговая симптоматика, хотя возможны и лёгкие очаговые симптомы, чаще стволовой локализации. В этом случае говорят о смешанном кризе. Возможны и сочетанные кризы — церебрально-коронарный, -ренальный, -акроспастический и другие.

## Факторы, способствующие возникновению криза
- Психоэмоциональное перенапряжение.
- Неблагоприятные метеорологические условия.
- Избыточное потребление поваренной соли.
- Дисциркуляторная энцефалопатия II и III стадии.
- Быстро прогрессирующее течение гипертонической болезни.
- Сахарный диабет, особенно некомпенсированный.

## Клиника и критерии диагностики
На основании особенностей нарушения гемодинамики можно выделить три варианта криза (Голиков А. П., 1985):
- Гиперкинетический. Имеет место увеличение сердечного выброса при повышении преимущественно систолического давления свыше 180—200 мм рт. ст. Развиваются быстро, без предвестников. Резкая головная боль, часто пульсирующая, мелькание мушек перед глазами, головокружение, шум в ушах, тошнота, нередко рвота. Вегетативные проявления (чувство жара, озноб, гипергидроз, усиленное сердцебиение, иногда полиурия и др.) нередко входят в клиническую картину криза. Наиболее характерны для начальной стадии гипертонической болезни.
- Гипокинетический. Сердечный выброс снижен, резко нарастает общее периферическое сопротивление. Обычно возникает на фоне длительной артериальной гипертензии. Развивается постепенно. Повышено диастолическое давление, имеются изменения на ЭКГ в виде замедления внутрижелудочковой проводимости, снижения сегмента ST. Больные сонливы, нередко дезориентированы, лицо бледное, одутловатое, отмечается мышечная слабость, уменьшение диуреза. Чаще встречается в поздних стадиях гипертонической болезни.
- Эукинетический. Развивается быстро, на фоне повышенного систолического и диастолического давления. Сердечный выброс не изменен, общее периферическое сопротивление повышено. Может осложниться острой левожелудочковой недостаточностью и, как следствие, отёком лёгких.

## Критерии тяжести
- Лёгкие кризы: головная боль, шум в ушах, головокружение, тошнота и другие симптомы выражены легко или умеренно. Продолжительность до 1-2 часов.
- Кризы средней тяжести (часто гипокинетические): все симптомы выражены отчетливо, нередко рвота, оглушение, возможна лёгкая очаговая симптоматика (чаще столового уровня). Продолжительность 3—4 часа, иногда дольше.
- Тяжёлые кризы (выраженность симптомов значительная): резкая головная боль, рвота, головокружение, атаксия, нередко оглушение. Часто выявляется рассеянная органическая симптоматика. Продолжительность до суток и более.

В некоторых случаях имеется основание говорить о развившейся острой гипертензивной энцефалопатии, обусловленной отёком и набуханием мозга с микрогеморрагиями и мелкими ишемическими очагами. У подобных больных резко выражены общемозговые симптомы: оглушенность или потеря сознания, психомоторное возбуждение, дезориентация, тонические и клонические судороги. Могут быть застойные диски зрительных нервов, лёгкая очаговая симптоматика. Продолжительность обычно до нескольких суток; возможны кома, летальный исход (Кушаковский М, С. 1995).

## Критерии частоты
- При лёгких кризах:
  - частые — свыше 4 раз в месяц,
  - средней частоты — 3-4 раза в месяц,
  - редкие — 1-2 раза в месяц.

- При кризах средней тяжести и тяжёлых:
  - частые — более 5 раз в год,
  - средней частоты — 3-5 раз в год,
  - редкие — 1-2 раза в год.